# Serpent

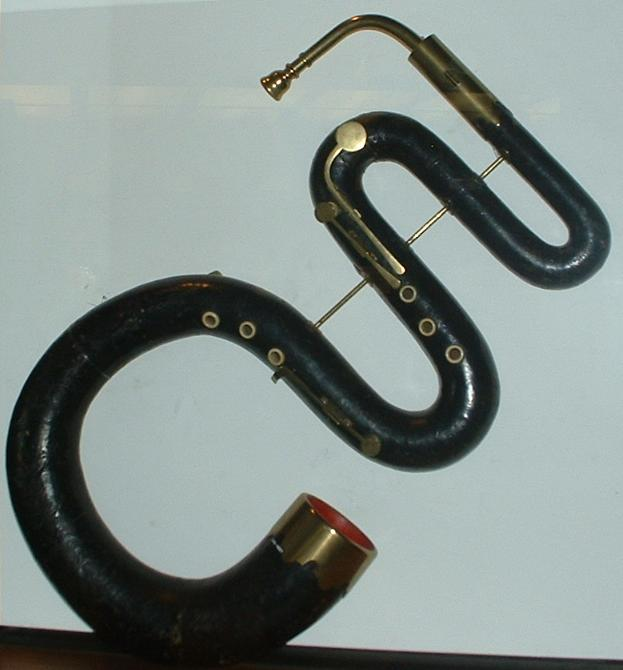
Serpent ve Victoria and Albert muzeu v Londýně

Serpent je kontrabasový typ cinku, nejstaršího žesťového nástroje. Tento mohutný nástroj připomíná vlnícího se černého hada, odtud jeho název.
Part pro serpent napsal např. Georg Friedrich Händel ve své „Vodní hudbě“. Přestože nejoblíbenější byl v baroku (užívaný pro držení basové linky), ještě v 19. století se tento nástroj poměrně běžně používal. Vyráběl se ze dřeva, přestože díky nátrubku patří mezi žestě, a pro chromatizaci tonů sloužily dírky zakrývané hráčovými prsty, podobně jako u zobcové flétny. Dělaly se serpenty do pochodu i pro hru vsedě. Na přelomu 19. a 20. století však serpent úplně vyšel z používání.